# Jerzy Wasowski

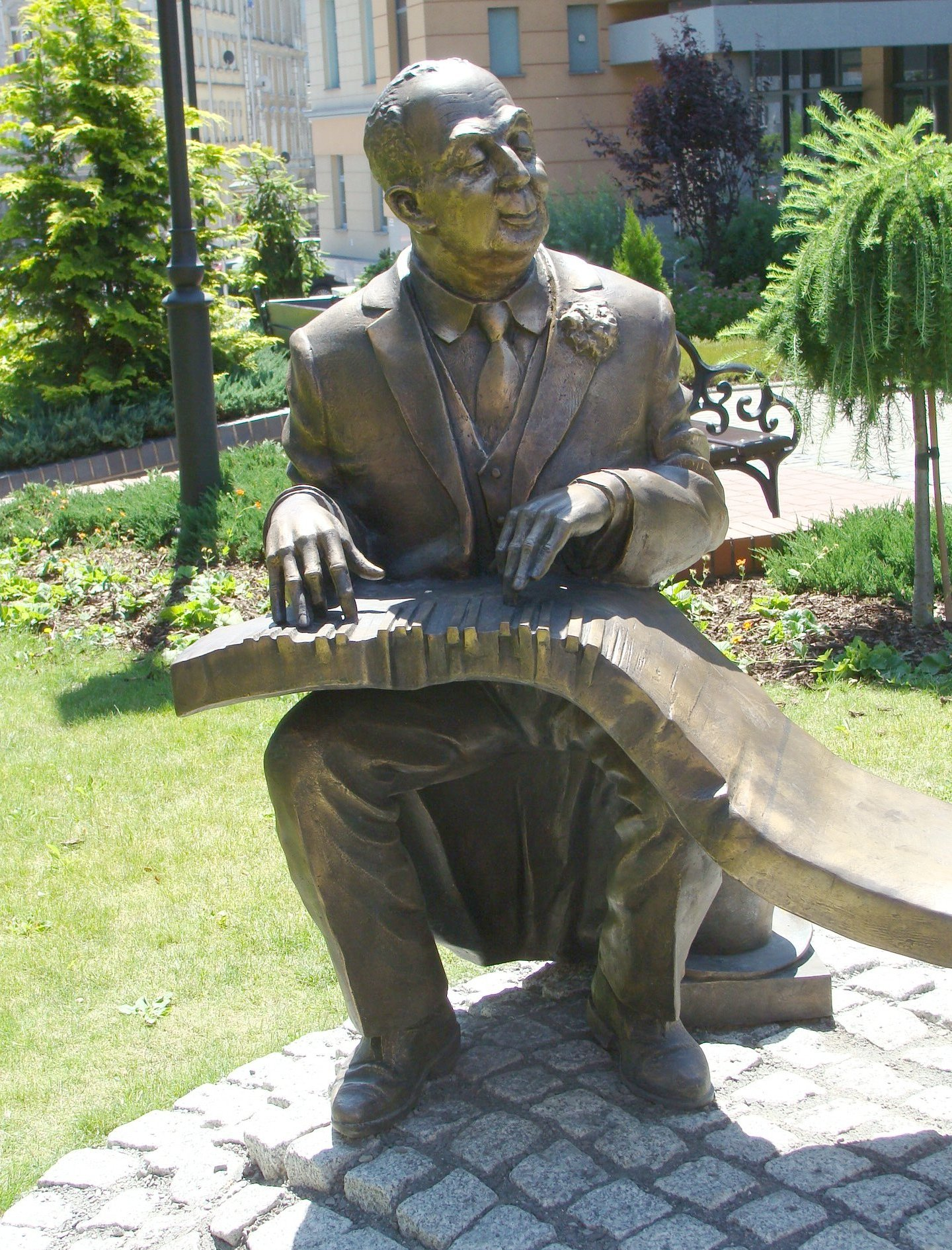
Część pomnika Starszych Panów prof. Mariana Molendy w Opolu

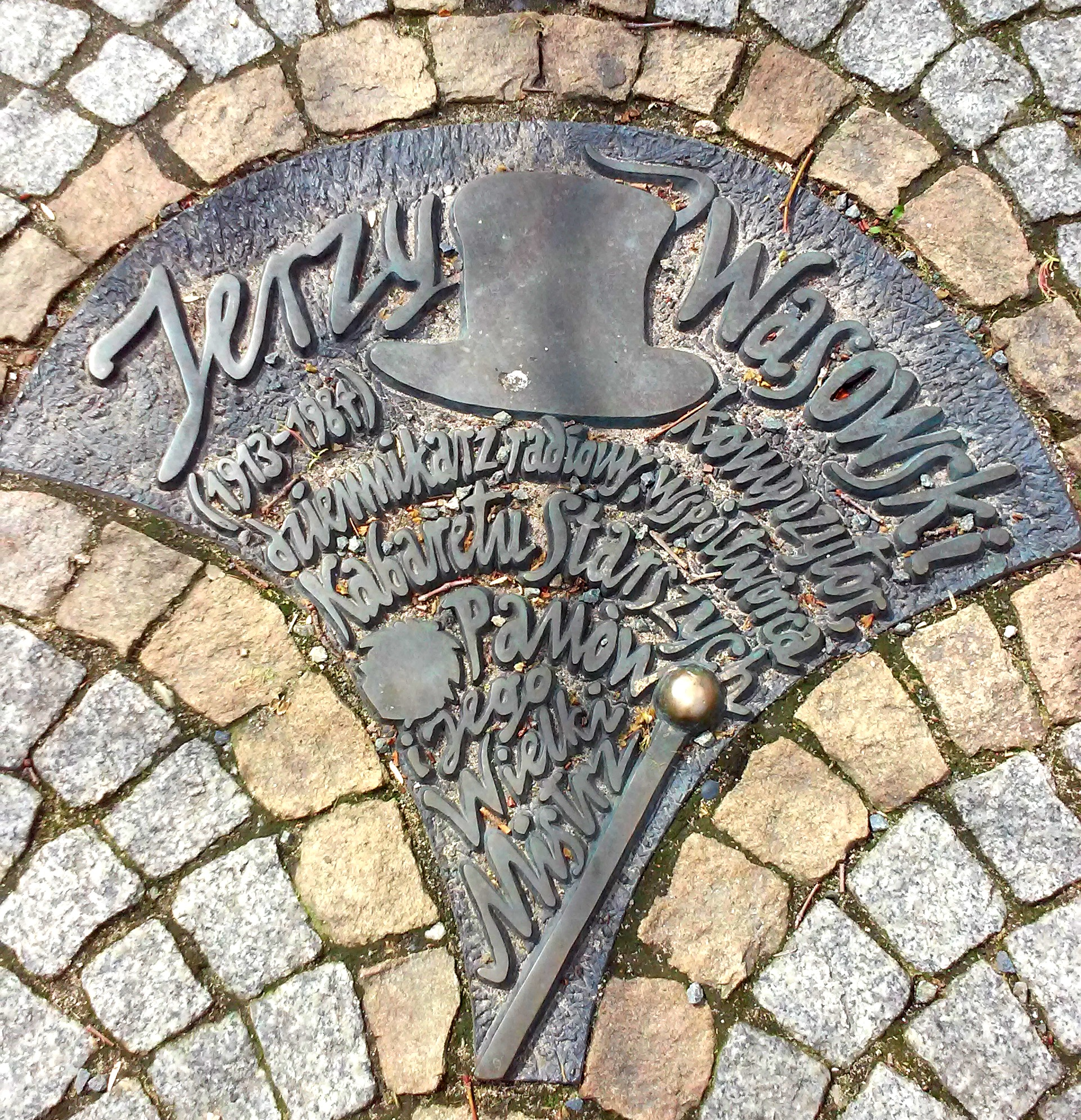
Tablica pamiątkowa w Alei Gwiazd Satyrykonu na głównym deptaku Legnicy (ul. Najświętszej Marii Panny)

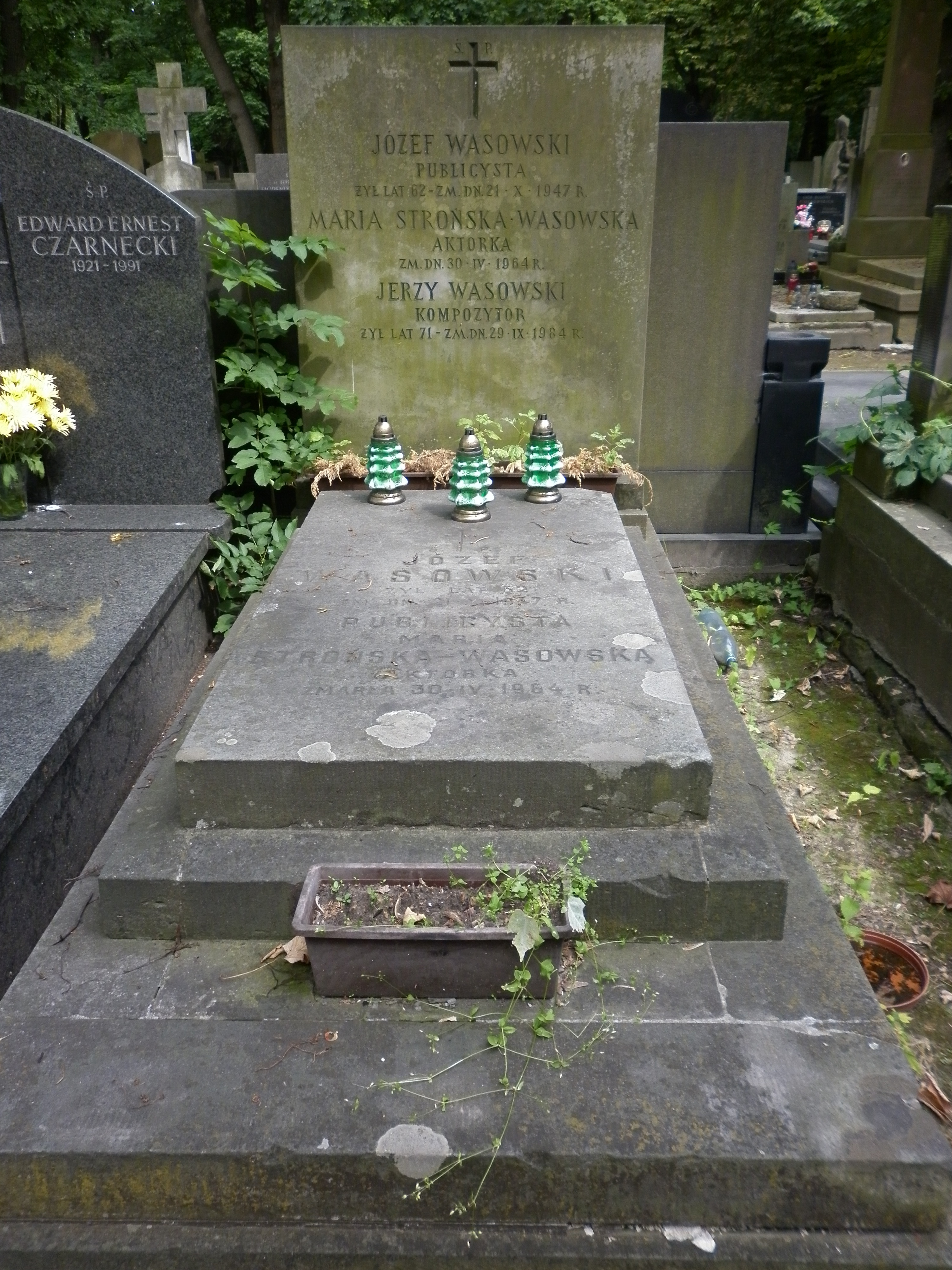
Grób rodziny Jerzego i Józefa Wasowskich na cmentarzu Powązkowskim

Jerzy Ryszard Wasowski, pierwotnie Wasercug (ur. 31 maja 1913 w Warszawie, zm. 29 września 1984 tamże) – polski dziennikarz radiowy, kompozytor i reżyser, z zawodu inżynier akustyk.

## Życiorys

### Młodość
Pochodził z całkowicie zasymilowanej rodziny żydowskiej. Syn Józefa Wasowskiego i Marii Breslauer. Do 1938 roku nosił nazwisko Wasercug. Ukończył studia na Wydziale Elektromechaniki Politechniki Warszawskiej. Związany był z Polskim Radiem od czasów przedwojennych jako inżynier. Pracował w działach: amplifikatorni, nagrań i transmisji. W 1938 roku zetknął się w radiu z Jeremim Przyborą, który pracował tu jako spiker.

### II wojna światowa
We wrześniu 1939 roku uruchomił uszkodzony nadajnik radiowy Warszawy II. W czasie okupacji niemieckiej przebywał w majątku Zamoyskich, gdzie m.in. prowadził tajne nauczanie w szkole średniej, doprowadzając kilka osób do matury. Wykładał przedmioty ścisłe, uczył muzyki i rysunku. Był świetnym kreślarzem, miał zdolności graficzne, był zamiłowanym majsterkowiczem – tworzył m.in. meble. Kiedy po wojnie wrócił do radia, prowadził kursy dla mikserów.

### Działalność po wojnie
Po wojnie, poza pracą w radiu (jako spiker i pracownik działów technicznych), zaczął występować jako taper, następnie aktor, a w końcu – kompozytor w Miejskich Teatrach Dramatycznych (1946–1948). W latach 1948–1950 kierował działem reżyserii muzyki i nagrań, a następnie został głównym inżynierem akustycznym PR (opracowywał skrypt zasad reżyserii dźwięku dla mikserów). W latach 1950–1954 był zastępcą szefa działu emisji. W latach 1954–1973 zajmował się głównie reżyserią radiową. W latach 1954–1973 pracował jako reżyser i starszy redaktor (od 1962) Teatru Humoru i Satyry. Następnie, w latach 1977–1979 był doradcą przewodniczącego Radiokomitetu (Macieja Szczepańskiego) do spraw muzyki rozrywkowej. Równocześnie cały czas pracował jako lektor, aktor i reżyser.
W dziedzinie muzyki był samoukiem. Pisał w systemie tonalnym, w różnych fakturach: kameralnych, jazzowych, symfonicznych. Interesował się matematyką (teoria grup) oraz akustyką muzyczną (struktury dźwiękowe). W sumie stworzył ok. 700 piosenek, w tym ok. 100 dla dzieci, ok. 150 ilustracji muzycznych do słuchowisk radiowych, widowisk telewizyjnych, filmów animowanych i fabularnych, sztuk teatralnych.
W 1949 roku wraz z Jeremim Przyborą stworzył radiowy teatrzyk Eterek. W 1958 roku ci sami dwaj twórcy stworzyli telewizyjny Kabaret Starszych Panów, dla którego Wasowski skomponował dziesiątki popularnych piosenek (np. Nie odchodź, Wesołe jest życie staruszka, Addio pomidory, Bo we mnie jest seks, Kaziu, zakochaj się, Przeklnę cię). Komponował również piosenki estradowe, komedie muzyczne (Stokrotki ogrodnika Barnaby 1965, Gołoledź 1973), musical Machiavelli (1975).
Był mężem aktorki Marii Janeckiej (1928–2012), ojciec Grzegorza Wasowskiego.
Zmarł w Warszawie, pochowany na cmentarzu Powązkowskim (kwatera 240-2-22).

## Filmografia

### Film (kompozytor)
- 1964: Upał
- 1959: Cafe Pod Minogą
- 1951: Opowiedział dzięcioł sowie

### Film (aktor)
- 1967: Ja gorę! jako książę biskup
- 1967: Dziadek do orzechów jako Radca kryminalny
- 1964: Upał jako Starszy Pan
- 1957: SOPOT 1957 jako Lektor
- 1954: Opowieść atlantycka jako Narrator
- 1950: Miasto nieujarzmione jako Oficer niemiecki grający na fortepianie „Sonatę księżycową”

## Teatr

### Teatr (aktor)
- 1945: Obcym wstęp wzbroniony w reż. Heleny Buczyńskiej – jako Pianista Jerzy
- 1946: Wróg ludu Henryka Ibsena w reż. Hugona Morycińskiego – jako Haustad, redaktor
- 1946: Wesele Stanisława Wyspiańskiego w reż. Kazimierza Wilamowskiego – jako Rycerz Czarny
- 1947: Dwa teatry Jerzego Szaniawskiego w reż. Jana Kochanowicza – jako Autor
- 1947: Pygmalion G.B. Shawa w reż. Jana Kochanowicza – jako pułkownik Pickering
- 1947: Nie igra się z miłością Alfreda de Musseta w reż. Czesława Szpakowicza – jako Baron
- 1948: Żeglarz Jerzego Szaniawskiego w reż. Zbigniewa Koczanowicza – jako Jan

### Teatr (muzyka)
- 1945: Macierzyństwo Panny Jadzi w reż. Wandy Jagienki Śliwiny
- 1945: Obcym wstęp wzbroniony w reż. Heleny Buczyńskiej
- 1947: Dwa teatry Jerzego Szaniawskiego w reż. Jana Kochanowicza
- 1947: Przyjaciel przyjdzie wieczorem Jacques’a Companeeza, Ivana Noe w reż. Jerzego Blocka
- 1947: Szklana menażeria Tennessee Williamsa w reż. Jana Kochanowicza
- 1947: Ożenek Nikołaja Gogola w reż. Karola Borowskiego
- 1947: Nie igra się z miłością Alfreda de Musseta w reż. Czesława Szpakowicza
- 1948: Szczęśliwe dni Claude-André Pugeta w reż. Janusza Dziewońskiego
- 1949: Rycerz Samochwał Titusa Macciusa Plautusa w reż. Kazimierza Czyńskiego
- 1951: Osiem lalek i jeden miś Ireny Jurgielewiczowej w reż. Reny Tomaszewskiej
- 1952: Osiem lalek i jeden miś Ireny Jurgielewiczowej w reż. Joanny Piekarskiej
- 1953: Osiem lalek i jeden miś Ireny Jurgielewiczowej w reż. Haliny Kołpak
- 1954: Nareszcie otwarcie w reż. Józefa Wyszomirskiego
- 1954: O tym jak krawiec pan Niteczka został królem Kornela Makuszyńskiego w reż. Bohdana Radkowskiego
- 1954: Osiem lalek i jeden miś Ireny Jurgielewiczowej w reż. Zofii Weissówny
- 1955: Romantyczni Edmonda Rostanda w reż. Wiktora Biegańskiego
- 1955: Studencka miłość Włodzimierza Dychawicznego w reż. Stanisława Bugajskiego
- 1955: Studencka miłość Włodzimierza Dychawicznego w reż. Tadeusza Kozłowskiego
- 1956: Podróż poślubna Włodzimierza Dychawicznego w reż. Stanisława Winieckiego
- 1956: Studencka miłość Włodzimierza Dychawicznego w reż. Elwiry Tuskiej
- 1956: We dwoje Stanisława Bugajskiego i Zbigniewa Skowrońskiego w reż. Kazimierza Czyńskiego
- 1956: Studencka miłość Włodzimierza Dychawicznego w reż. Stefanii Domańskiej
- 1956: Studencka miłość Włodzimierza Dychawicznego w reż. Wacława Zdanowicza
- 1956: O Jaśku złotniku i o pięknej Burmistrzance Kazimiery Jeżewskiej w reż. Jerzego Dargiela
- 1960: Podróż poślubna Włodzimierza Dychawicznego w reż. Stanisława Milskiego
- 1961: Podróż poślubna Włodzimierza Dychawicznego w reż. Wandy Wróblewskiej
- 1966: Osiem lalek i jeden miś Ireny Jurgielewiczowej w reż. Haliny Bujalskiej
- 1969: Ballada o tamtych dniach Stefanii Grodzieńskiej i Jerzego Jurandota w reż. Feliksa Żukowskiego
- 1969: Ballada o tamtych dniach Stefanii Grodzieńskiej i Jerzego Jurandota w reż. Czesława Staszewskiego
- 1969: Ballada o tamtych dniach Stefanii Grodzieńskiej i Jerzego Jurandota w reż. Kazimierza Brauna
- 1970: Ballada o tamtych dniach Stefanii Grodzieńskiej i Jerzego Jurandota w reż. Lecha Wojciechowskiego
- 1970: Ballada o tamtych dniach Stefanii Grodzieńskiej i Jerzego Jurandota w reż. Wojciecha Jesionki
- 1971: Rachunek nieprawdopodobieństwa Jerzego Jurandota w reż. Feliksa Żukowskiego
- 1971: Rachunek nieprawdopodobieństwa Jerzego Jurandota w reż. Bohdana Czechaka
- 1971: Ballada o tamtych dniach Stefanii Grodzieńskiej i Jerzego Jurandota w reż. Stanisława Bielińskiego
- 1974: Rachunek nieprawdopodobieństwa Jerzego Jurandota w reż. Mariusza Dmochowskiego
- 1974: Ballada o tamtych dniach Stefanii Grodzieńskiej i Jerzego Jurandota w reż. Irminy Czaykowskiej
- 1974: Ballada o tamtych dniach Stefanii Grodzieńskiej i Jerzego Jurandota w reż. Kazimierza Łastawieckiego
- 1775: Nikt mnie nie zna Aleksandra Fredry w reż. Jerzego Rakowieckiego
- 1975: Pan Benet Aleksandra Fredry w reż. Jerzego Rakowieckiego
- 1975: Świeczka zgasła Aleksandra Fredry w reż. Jerzego Rakowieckiego
- 1975: Ballada o tamtych dniach Stefanii Grodzieńskiej i Jerzego Jurandota w reż. Ireny Górskiej
- 1977: Wesele Fonsia Ryszarda Ruszkowskiego w reż. Henryka Olszewskiego
- 1977: Sarmatyzm Franciszka Zabłockiego w reż. Jerzego Rakowieckiego
- 1977: Damy i huzary Aleksandra Fredry w reż. Jerzego Rakowieckiego
- 1977: Podróż poślubna Włodzimierza Dychawicznego w reż. Jacka Medweckiego
- 1977: Wesele Fonsia Ryszarda Ruszkowskiego w reż. Lecha Wojciechowskiego
- 1978: Co słychać? Kabaretowy wieczór współczesnych autorów radzieckich w reż. Zbigniewa Bogdańskiego
- 1979: Pamiętnik Pani Hanki Tadeusza Dołęgi-Mostowicza w reż. Edwarda Dziewońskiego
- 1989: Zimy żal Jeremiego Przybory w reż. Magdy Umer i Jeremiego Przybory
- 1992: Psia ballada Krzysztofa Teodora Toeplitza w reż. Włodzimierza Fełenczaka
- 1992: Nie bójmy się uczuć Jeremiego Przybory w reż. Zdzisława Sobocińskiego
- 1993: Jak zatrzymać chwilę tę Jeremiego Przybory w reż. Janusza Butryma
- 1995: Piąty pokój, czyli tęsknota do dobrych obyczajów wg Jeremiego Przybory w reż. Adama Hanuszkiewicza
- 1995: Bajki pana Perrault Hanny Januszewskiej w reż. Wojciecha Wieczorkiewicza
- 1996: Uśmiechnij się Polaku Jeremiego Przybory i Jerzego Wasowskiego w reż. Rudolfa Molińskiego
- 1996: O Jaśku złotniku i pięknej Burmistrzance Kazimiery Jeżewskiej w reż. Krzysztofa Niesiołowskiego
- 1996: Młynarski '97 Wojciecha Młynarskiego
- 1998: Śpiąca Królewna Hanny Januszewskiej w reż. Janusza Ryl-Krystianowskiego
- 2002: Samotny Wieczór, czyli Herbatka przy ognisku Jeremiego Przybory i Jerzego Wasowskiego w reż. Piotra Dąbrowskiego[8]

## Dyskografia

### Utwory Wasowskiego na albumach innych wykonawców
- 1990: Ewa Bem i inni Ten najpiękniejszy świat, Pronit PLP 0121 (wszystkie 18 piosenek)
- 2004: Grzegorz Turnau Cafe Sułtan (wszystkie 15 piosenek)
- 2018: Klementyna Umer Tajemnica (wszystkie 18 piosenek)

## Wybrane piosenki dla innych wykonawców
- „Deszcz” (słowa Jeremi Przybora, wyk. Maria Koterbska)
- „Ja dla pana czasu nie mam” (słowa Jeremi Przybora; z repertuaru Hanny Banaszak)
- „Jak pan mógł” (słowa Jeremi Przybora; z repertuaru Hanny Banaszak)
- „Panienka z temperamentem” (słowa Jeremi Przybora; z repertuaru Hanny Banaszak, Magdy Umer, Anny Marii Jopek)
- „Ja pana z sobą zabiorę” (słowa Jeremi Przybora; z repertuaru Kaliny Jędrusik, Magdy Umer)
- „Po ten kwiat czerwony” (wyk. No To Co)
- „Jeszcze poczekajmy” (wyk. Rena Rolska)
- „Złoty pierścionek” (wyk. Hanna Rek, Rena Rolska, Irena Santor)
- „Blues to zawsze blues jest” (wyk. Wojciech Skowroński)
- „Przyjdzie walec i wyrówna” (wyk. Wojciech Młynarski)
- „W Polskę idziemy” (wyk. Wiesław Gołas)
- „Warszawa da się lubić” (wyk. Adolf Dymsza)

## Odznaczenia
- Złoty Krzyż Zasługi (1954)[9]
- Medal 10-lecia Polski Ludowej (1955)[10]
- Odznaka 1000-lecia Państwa Polskiego (1967)[11]

## Nagrody i wyróżnienia
- Nagroda Radia i Telewizji za kreację aktorską w słuchowisku Niech żyje człowiek Jerzego Janickiego i Bronisława Wiernika
- Nagroda Radia i Telewizji za skomponowanie muzyki piosenki Czy to szczotka, czy to jeż do tekstu Romana Pisarskiego (1958)
- „Złoty Ekran” dla najwybitniejszej indywidualności telewizyjnej (1964)
- „Srebrna Maska” w plebiscycie „Expressu Wieczornego” na najpopularniejszych aktorów telewizyjnych (1964)
- Nagroda Komitetu do spraw Radia Telewizji (zespołowa) dla autorów cyklu radiowych audycji satyrycznych „Zespół Dziewiątka” (1965)
- „Złoty Mikrofon” za wieloletnią wybitną twórczość radiową autora, kompozytora i wykonawcy (1971)
- Nagroda Komitetu do spraw Radia Telewizji za całokształt działalności artystycznej w programach Telewizji Polskiej (1979)
- „Super Wiktor” (pośmiertnie, 1992)
- II miejsce (wraz z Jeremim Przyborą) w ankiecie na najważniejsze osobowości telewizyjne „Koniec wieku” przeprowadzonej przez tygodnik „Polityka” (1999)

Źródło:.

## Upamiętnienie
8 grudnia 2011 Narodowy Bank Polski wprowadził do obiegu monety upamiętniające Jerzego Wasowskiego i Jeremiego Przyborę, o nominałach:
- 10 zł wykonana stemplem lustrzanym w srebrze,
- 10 zł wykonaną stemplem lustrzanym w srebrze (kwadrat),
- 2 zł wykonaną stemplem zwykłym ze stopu Nordic Gold[13].

31 maja 2016 Polskie Radio wspólnie z Fundacją Wasowskich nadało swojemu studiu nagraniowemu S4/6 imię Jerzego Wasowskiego. Uroczystości towarzyszyło odsłonięcie tablicy pamiątkowej.
W 2024 został patronem skweru na rogu ulicy Kruczej 5/11 i niedaleko Wilczej w Warszawie.